# Kongenitální adrenální hyperplázie

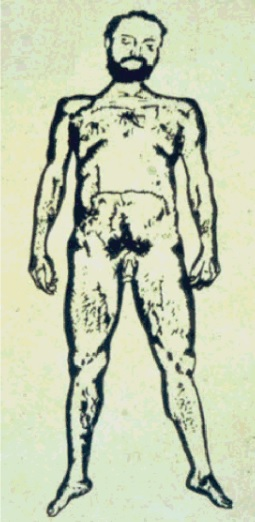
jedinec trpící CAH, kresba

Kongenitální adrenální hyperplázie (zkráceně CAH, dříve adrenogenitální syndrom) je porucha vývoje pohlaví ang. Disorser of Sexual development/DSD. Je to  skupina autozomálně recesivně dědičných chorob tvorby steroidních hormonů v nadledvinách, jejichž příčinou je mutace pro některý z nezbytných enzymů či jejich přidružených proteinů. Enzymatická nefunkčnost vede k chybění některých steroidních hormonů a k nadbytku jiných steroidních hormonů v důsledku nadprodukce hormonu ACTH v hypofýze v důsledku přirozené regulace jejich hladin zpětnou vazbou. Nerozpoznání a neléčení závažných forem CAH vede k syndromu ztráty soli (salt wasting), hyponatremii, hyperkalemii, dehydrataci a hypotenzi.

## Typy kongenitální adrenální hyperplázie

### CAH s deficitem 21-hydroxylázy
Je to autozomálně recesivně děděná varianta, která je způsobena mutacemi genu CYP21A2.
- Četnost: Je to nejčastější forma. Vyskytuje se v 90-95% případů všech CAH[1][3]. Incidence je přibližně 1:12 500 narozených.[1] Je nejčastější genetickou příčinou DSD s nejednoznačným genitálem u 46,XX novorozenců při narození[1][3] .
- Příčina: Chybění 21-hydroxylázy blokuje normální syntézu mineralokortikoidů (aldosteron) a glukokortikoidů (kortizol). Vede to k přehnané produkci prekurzorů těchto hormonů, které se překlopí do zvýšené produkce androgenů. Dále snížená hladina mineralokortikoidů a glukokortikoidů způsobí zpětnou vazbou vyšší hladinu kortikotropního releasing hormonu (liberin) z hypotalamu, tím hladinu ACTH z hypofyzy a tím dále zvyšuje produkci androgenů[1][2][3].
- Manifestace u žen: Vyskytuje se u osob 46,XX od dětství a způsobuje jim mimo jiné virilizaci (maskulinizace). Tito 46,XX pacienti mívají normální a normálně funkční dělohu, a vaječníky, ale obojetné vnější sexuální orgány (přibližně 50% případů), což znamená zvětšení klitorisu a spojení stydkých pysků připomínající šourek, nebo mužské vnější pohlavní orgány.[1] Po případné léčbě jsou to plodné ženy nebo neplodní muži.
- Manifestace u mužů: Chlapci mají normální mužské vnější gentálie a ve většně případů se na tuto poruchu v útlém dětství nepřijde.[1]
- Léčba: Nedostatek kortizolu vyžaduje substituční léčbu u všech klasických forem CAH. U lehčí (prosté-virilizující) formy klasického deficitu 21-hydroxylázy obvykle ztráta soli nepředstavuje problém, zatímco u těžší formy klasického deficitu 21-hydroxylázy dochází ke ztrátám solí, která může představovat riziko pro novorozence krátce po narození, pokud není léčen mineralokortikoidy a glukokortikoidy.[1][3]

### CAH s deficitem 17α-hydroxylázy
- Příčina: Při chybění enyzmu 17α-hydroxylázy nadledvina produkuje pouze prekurzory mineralokortikoidů, konečné produkty, steroidní hormony: kortizol, androgeny i estrogeny, chybí[3].
- Manifestace: Obě pohlaví již v nízkém věku nezačínají pohlavně vyspívat. Deficit 17α-hydroxylázy vede k hypertenzi v důsledku hypersekrece kortikosteronu a poruše sekrece androgenů. Podobně jako u kongenitální lipoidní adrenální hyperplazie se u 46,XX plodů postižených deficitem 17α-hydroxylázy vyvíjejí typické ženské zevní genitálie, ale nenastávají jejich pubertální změny, zatímco u 46,XY plodů se vyskytuje nejednoznačnost[3][4].

### CAH s deficitem 3β-dehydrogenázy
- Příčina: Chybění 3β-hydroxysteroid dehydrogenázy vede ke ztrátě solí a poruše syntézy androgenů[3][5].
- Manifestace: Postižené 46,XX mohou mít atypický vývoj genitálu či obojetné genitálie nebo minimální maskulinizaci genitálu, zatímco všichni 46,XY jsou málo a různě maskulinizovani[3][5].

### CAH s deficitem 11β-hydroxylázy
- Příčina: U pacinetů byly rozpoznány homozygotní nebo složeně heterozygotní mutace v genu CYP11B1[5]
- Manifestace: CAH způsobená deficitem 11β-hydroxylázy vede u plodu 46,XX k výrazné maskulinizaci/virilizaci zevních genitálií ve srovnání se všemi ostatními typy CAH. Může navíc vést k hypertenzi u jedinců obou pohlaví v pozdějším věku[1][3][6].

### Kongenitální lipoidní adrenální hyperplázie
- Příčina: je také děděná autozomálně recesivně a je způsobená mutací genu STAR[3][7].
- Manifestace: U 46,XX plodů se vyvíjejí typické ženské zevní genitálie, ale nenastávají jejich pubertální změny, zatímco u 46,XY plodů se vyskytuje nejednoznačnost[3][7]

### CAH s deficitem cytochrom P450 oxidoreduktázy
- Příčina: je způsobená mutací genu POR[3][8].
- Manifestace: U 46,XY se vyskytuje střední až vážné postižení s nejednoznačnými genitáliemi, u 46,XX se vykytují atypické genitálie s virilizací[3][8].